# Nathalie Teppe
Nathalie Teppe (née le 22 mai 1972 à Bourg-en-Bresse) est une athlète française, spécialiste des épreuves combinées.

## Biographie
Elle est la sœur cadette d'Agnès Teppe.

## Palmarès

### International
| Date | Compétition                    | Lieu          | Résultat | Épreuve    | Points  |
| ---- | ------------------------------ | ------------- | -------- | ---------- | ------- |
| 1989 | Championnats d'Europe juniors  | Varaždin      | 3e       | Javelot    |         |
| 1990 | Championnats du monde juniors  | Plovdiv       | 10e      | Javelot    | 49,88 m |
| 1990 | Championnats du monde juniors  | Plovdiv       | 4e       | Heptathlon | 5 718   |
| 1990 | Championnats d'Europe          | Split         | 15e      | Heptathlon | 5 456   |
| 1991 | Championnats d'Europe juniors  | Thessalonique | 2e       | Heptathlon | 5 868   |
| 1992 | Jeux olympiques                | Barcelone     | 23e      | Heptathlon | 5 847   |
| 1993 | Championnats du monde          | Stuttgart     | 14e      | Heptathlon | 6 037   |
| 1993 | Jeux méditerranéens            | Narbonne      | 1re      | Javelot    | 60,90 m |
| 1993 | Jeux méditerranéens            | Narbonne      | 1re      | Heptathlon | 6 256   |
| 1994 | Championnats d'Europe en salle | Paris         | 9e       | Pentathlon | 4 416   |
| 1994 | Jeux de la Francophonie        | Paris         | 1re      | Javelot    | 57,44 m |
| 1994 | Championnats d'Europe          | Helsinki      | 9e       | Javelot    | 57,52 m |
| 1994 | Championnats d'Europe          | Helsinki      | 9e       | Heptathlon | 6 171   |
| 1995 | Championnats du monde          | Göteborg      | 11e      | Heptathlon | 6 213   |
| 1996 | Championnats d'Europe en salle | Stockholm     | 7e       | Pentathlon | 4 379   |
| 1997 | Championnats du monde          | Athènes       | 11e      | Heptathlon | 6 242   |
| 1997 | Jeux méditerranéens            | Bari          | 1re      | Heptathlon | 6 161   |
| 1998 | Hypo-Meeting                   | Götzis        | 5e       | Heptathlon | 6 341   |
| 1998 | Championnats d'Europe          | Helsinki      | —        | Heptathlon | DNF     |
| 1999 | Championnats du monde en salle | Maebashi      | 6e       | Pentathlon | 4 472   |
| 2000 | Jeux olympiques                | Sydney        | 19e      | Heptathlon | 5 851   |
| 2000 | Décastar                       | Talence       | 3e       | Heptathlon | 6 214   |

### National
- Championnats de France d'athlétisme :
  - vainqueur de l'heptathlon en 1992, 1996 et 2000.

## Records
| Épreuve           | Performance | Lieu       | Date           |
| ----------------- | ----------- | ---------- | -------------- |
| Lancer du javelot | 60,90 m     | Narbonne   | 20 juin 1993   |
| Heptathlon        | 6 396 pts   | Vénissieux | 3 juillet 1994 |
| Pentathlon        | 4 472 pts   | Maebashi   | 5 mars 1999    |